# Slot

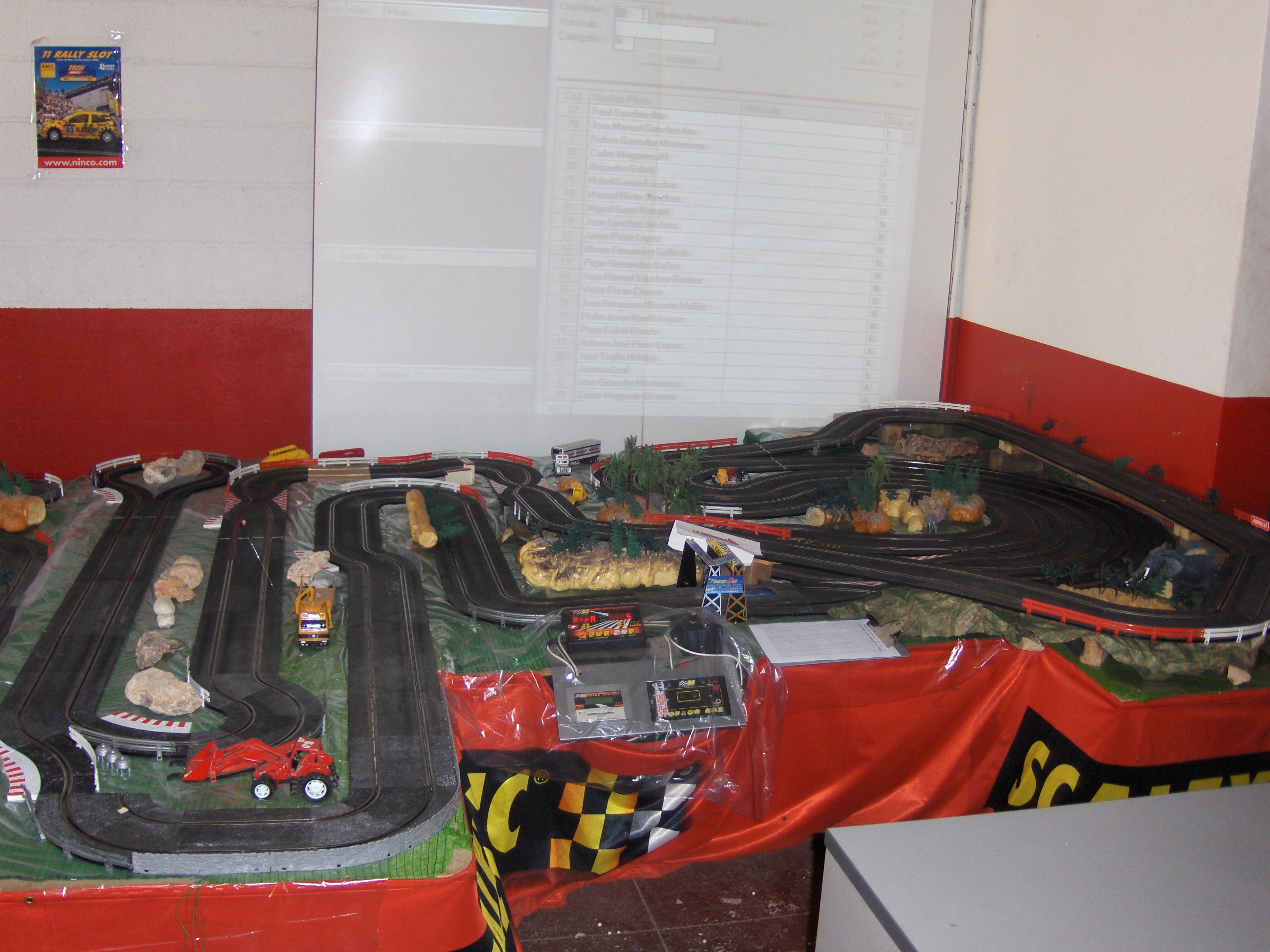
Tram de ral·li en un club professional.

L'slot, autopistes en miniatura o fórmula de saló, és una joguina d'automòbils a escala, equipats amb motors elèctrics que corren per unes pistes equipades amb ranures especialment dissenyades per a aquesta funció, de les quals s'alimenten elèctricament els cotxes; és d'aquestes ranures de les quals ve el nom del terme anglès "slot".
Amb el mateix nom, també es coneix l'esport competitiu consistent a fer curses de velocitat amb aquestes joguines.
Els materials imprescindibles són una pista, un cotxe, un transformador o una font d'alimentació i un comandament controlador. La diversió i dificultat de l'slot consisteix que el cotxe circuli tan de pressa com pugui sense que surti del carril, ja sigui en velocitat, ral·li, raid, etcètera. És possible facilitar la tasca incloent-hi petits però potents imants que atreuen el xassís a la pista.
Encara que per als entesos en el tema es diu slot, per a la majoria de la gent dit terme resulta estrany, i es prefereix usar la marca registrada Scalextric com a nom genèric, encara que han proliferat àmpliament altres fabricants en les dues últimes dècades. El terme slot procedeix de l'anglès, sense modificació, en referència a la ranura per la qual discorre la guia o quilla del cotxe i de la qual pren el corrent elèctric.
És un joc existent des de mitjans del segle xx, exactament des de 1952, encara que no per això ha gaudit sempre d'una especial acceptació. De totes maneres, en els últims anys s'ha expandit, i s'ha diversificat en diferents corrents. L'escala més comuna a Europa occidental i Llatinoamèrica és la 1/ 32, però depenent del país, les més esteses són 1/24 o 1/43, especialment als Estats Units, arribant a la 1: 83 (H0) en certs casos quan l'espai disponible és mínim.

## Història

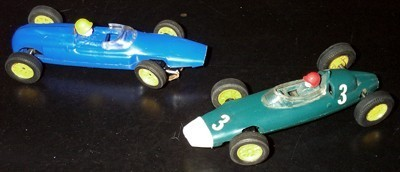
Uns Cooper BRM primitius

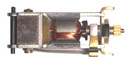
Motor RX-1

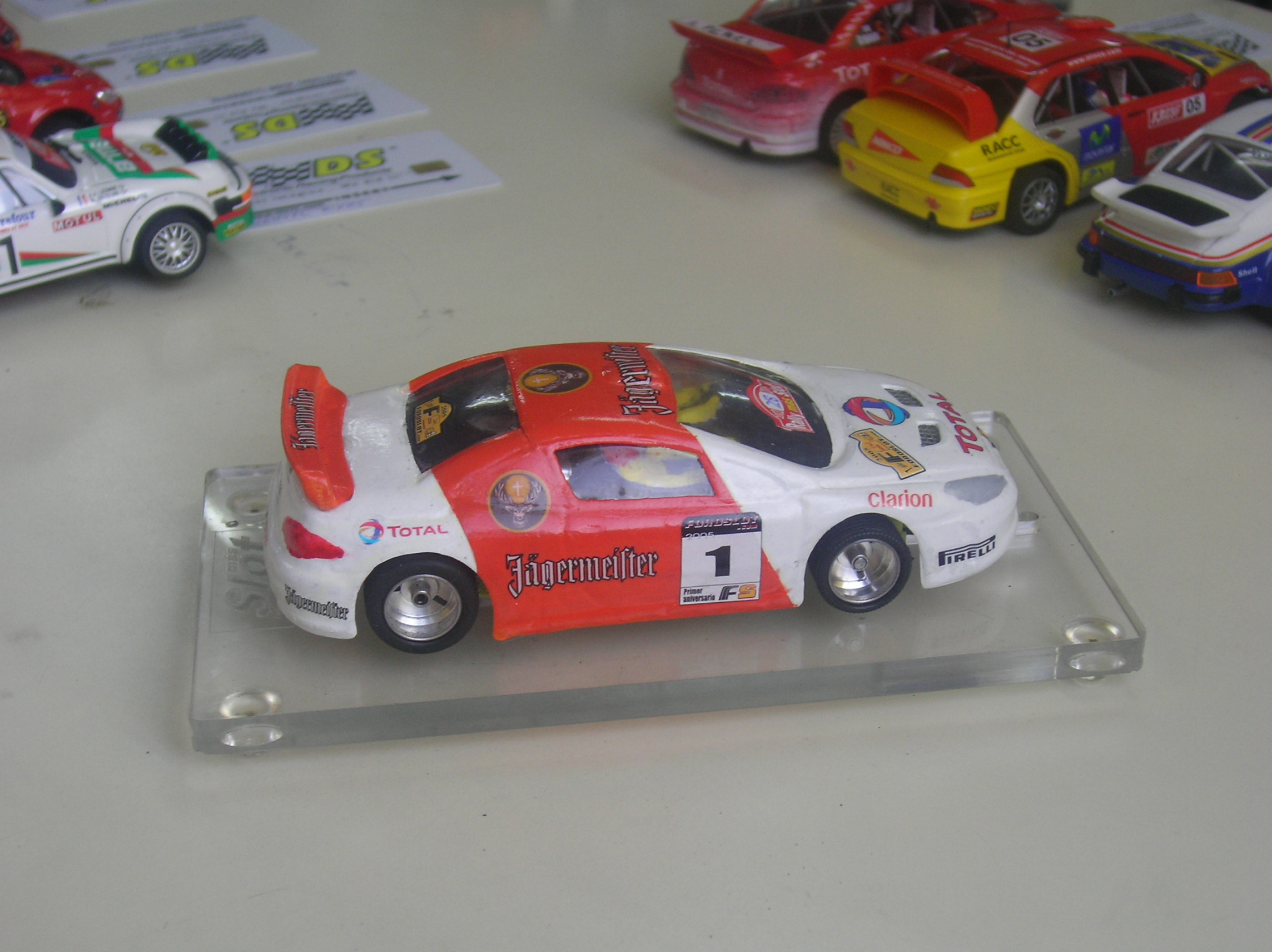
Cotxe de grup A per a slot

Els primers cotxes de slot en l'àmbit comercial van ser fabricats per Lionel (EUA) i apareixien als seus catàlegs des del 1912, subministrant energia d'uns rails de tren elèctric clavats en una ranura. Eren sorprenentment similars a l'slot modern, però el control de velocitat era un extra opcional. Es va deixar de fabricar cap al 1915. Esporàdicament van aparèixer nous sistemes similars durant les quatre dècades següents. Encara que la palesa d'un cotxe de slot és de març del 1936, fins al final dels anys 1950, gairebé tots els vehicles de joguina es guiaven per rails elevats.
A la fi dels anys 1930 autèntics modelistes competien amb models d'escales relativament grans, com la 1/16 o 1/18, propulsats per petits motors de dos temps, originalment amb bugies. Per guiar-los, els cotxes s'ancoraven a un rail central únic, al centre d'una pista circular, cridats en el Regne Unit com "Tether car", i es cronometraven en tandes. No existia un control humà sobre el cotxe, per la qual cosa era, més que gens, un hobby mecànic. En els anys 1940, els modelistes britànics van començar a experimentar amb cotxes elèctrics controlables equipats amb motors elèctrics artesanals, i en els anys 1950 es van usar motors comercialitzats de tren elèctric. En 1954, la Southport Model Engineering Society del Regne Unit va ser reclamada per l'amo de la patent per fer exhibicions i aconseguir donacions de diners, així que els membres van construir una pista de carreres elèctrica, de 6 carrils i uns 18 metres de desenvolupament, per a models a escala 1/32, que són els considerats com els progenitors de l'slot modern. En 1955-1956, diversos clubs, també en els Estats Units d'Amèrica, van construir pistes similars amb rails en la superfície de la pista. El terme "slot car" va ser encunyat per diferenciar-los dels originals, que es desplaçaven sobre rails comuns. Així, les pistes fetes per diverses persones en un club van proliferar. Eren moltes els avantatges del nou sistema de ranura enfront de l'antic de rails, com la impossibilitat de derrapar. Els nous clubs cada vegada es decantaven més pel sistema de ranura. Cap a 1963, el pioner en els clubs es va passar al nou sistema.

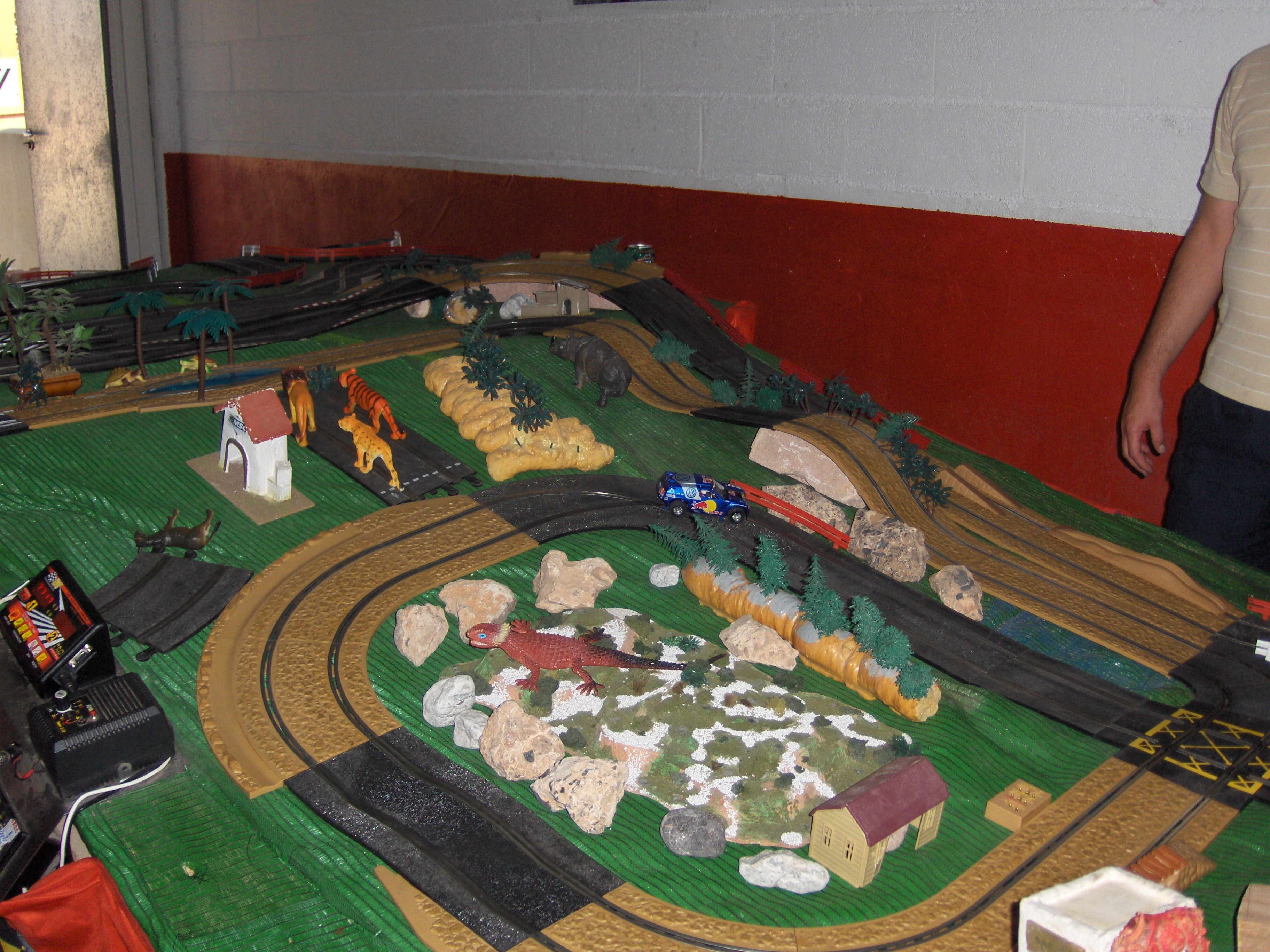
Tram de raid de slot.

En 1957, Minimodels UK va convertir els seus cotxes Scalex a escala 1: 30 i 1: 32 amb mecanisme de corda a l'electricitat, creant la famosa Scalextric, i Victory Industries UK va introduir la línia VIP, ambdues companyies es van passar al modelatge en plàstic per proveir models controlables amb aparença de cotxes reals a 1:32 per al gran mercat.
En els anys 1970, la joguina estava present ja en moltes llars, els motors de tren adaptats van ser oblidats i el mercat va tornar a centrar-se en l'afeccionat, i existien organitzacions en l'àmbit nacional i local evolucionant per establir un sistema de normes per a les diferents classes de competició. La innovació tecnològica va derivar en velocitats més elevades en totes les escales, amb motors, pneumàtics i imants millorats, per la qual cosa els entusiastes de l'època dels anys 1960 van pensar que l'slot era molt especialitzat per a l'afeccionat casual i van recordar que l'slot original era més lent, però més divertit.
En els anys 1990, el disseny per computadora i la impressió en 3-D van ajudar a crear models autèntics, molt més detallats. A més, es van comercialitzar peces d'alta competició. El 2004 l'slot digital va aparèixer per a l'escala 1: 32, el qual oferia la possibilitat de competir amb més cotxes que carrils.
A Espanya, cap a 1962, Exin va adquirir els drets per a la fabricació i venda de Scalextric, i es va instal·lar a Barcelona. Al principi es van importar nou models. Ja el 1964, Scalextric es va convertir en un èxit a escala mundial; els seus productes es venien a França, Espanya, Austràlia, Nova Zelanda i Estats Units. La magnitud d'aquest èxit es constatava en la contractació del pilot de Fórmula 1 Jim Clark per a la promoció de Scalextric pel món. També va patrocinar un McLaren DT.4 en una carrera de Fórmula 3000.
El juny de 2012 apareix la marca OSC Original Slot Cars, una marca espanyola que llança al mercat el model Peugeot 205 T16 Evo1. Mític en el seu moment i ara convertit a escala 1:32 sense descurar cap detall, busca satisfer les necessitats dels col·leccionistes de l'slot i als competidors. OSC Original Slot Cars s'ha presentat en la Fira de la Joguina en Nuremberg, Alemanya.

## Com funciona
L'electricitat arriba al cotxe mitjançant dos rails de metall inserits en la pista i que és captada mitjançant dues trenyelles metàl·liques, generalment de coure. Les trenyelles van muntades en un suport fix, pivotant o adreçable, anomenat guia. El voltatge dels rails es varia des d'un comandament controlador, que funciona amb un reòstat. Aquesta tensió procedeix d'un transformador extern a la pista.
Actualment s'equipen els cotxes amb imants per ajudar a tenir-los subjectes al rail i augmentar-ne la velocitat en les corbes. Els entusiastes prefereixen suprimir-los per a obtenir més diversió, ja que permet tenir-ne més control sobre el cotxe i fa possibles bonics derrapatges.
Avui dia, a Espanya molt poques competicions permeten l'ús d'imants, i la majoria de les quals ho fan, només ho autoritzen en categories infantils.

## Cotxes
Són la principal atracció de l'slot. Emulen models reals d'automòbils, de totes les èpoques, competicions i dissenys. Però un desballestament genèric consisteix en el següent:

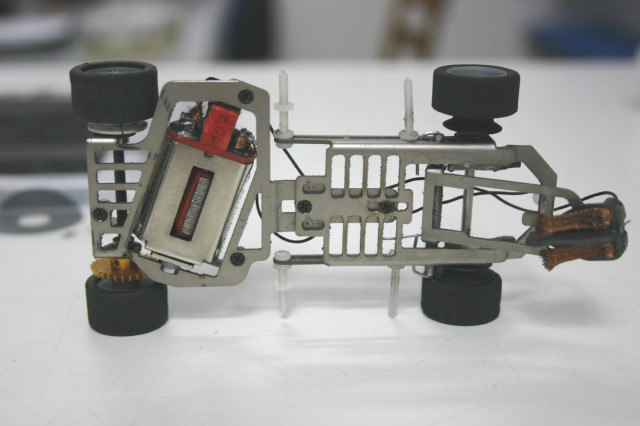
Xassís de titani anglewinder per a ral·li de MSC.

per desmuntar un cotxe de sèrie n'hem de treure els caragols per la part inferior, que poden ser des d'1 fins a 6. La carrosseria queda d'una banda i el xassís per un altre.

### Carrosseria
Poden ser d'una sola peça, encara que són una mica antiestètics. Es fabriquen a partir de diversos materials, dels quals el més comú és el plàstic (Acrilonitril butadie estire (ABS), el butirat o acetat), la resina o la fibra de vidre. Algunes es poden desmuntar, deixant pas a un sistema opcional d'il·luminació, generalment per LED, i a l'interior de l'habitacle.
Els caragols s'encarreguen de subjectar el xassís a la carrosseria. De metall o plàstic, no és convenient que estiguin totalment atapeïts, ja que així permeten un efecte de basculació de la carrosseria i es millora el pas per les corbes.
L'habitacle és de plàstic comú, lexan o similars. Segons sigui de sèrie, preparat per a competició i altra, pot portar solament al pilot, copilot, roda de recanvi, extintorés, gàbia de seguretat, etc. En competició, en ral·li ha de portar pilot i copilot; no obstant això, si competeix en pista de velocitat solament ha de portar al pilot.

### Xassís
En general són d'una peça i poden ser de plàstic, acer, alumini, titani, fibra de vidre, o, de vegades, fibra de carboni. Solen portar el suport pel motor, encara que hi ha alguns que porten per separat el bressol on s'allotja el motor i el xassís. I en ells és on estan posats tots els elements del cotxe: motor, coixinets, eixos, llandas i guies.

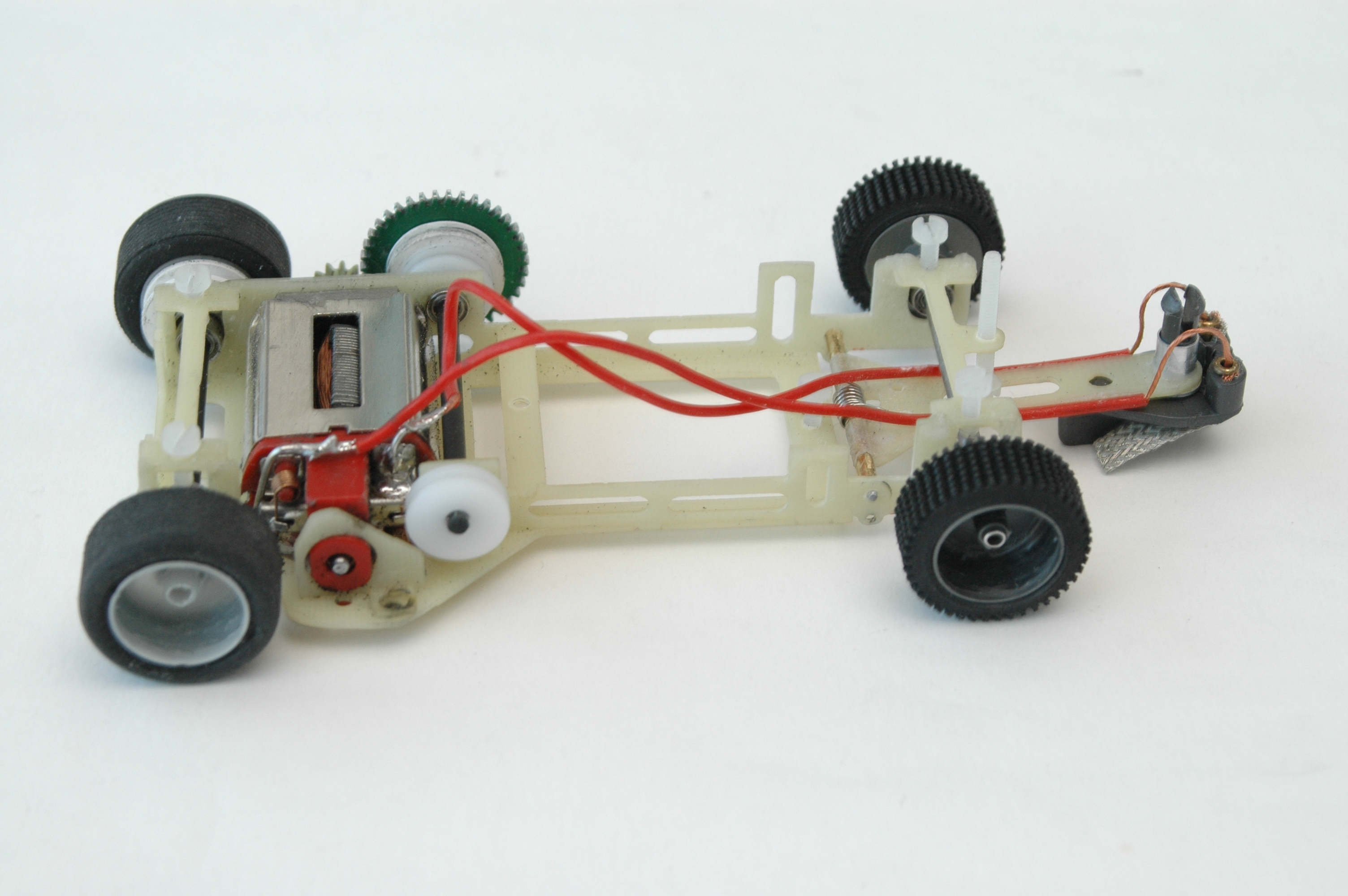
Xassís sidewinder de fibra de vidre per a ral·li, Twister TR-5

El bressol és una subdivisió del xassís on s'allotja el motor per permetre majors i millors regulacions. No és una peça present en tots els xassissos, sinó que és característica d'alguns, i pot ser de plàstic o metàl·lica.

#### Motor
El motor és l'encarregat de produir el moviment de la joguina. N'hi ha de molt diverses prestacions i capacitats, però es poden subdividir segons la seva grandària en caixa llarga, caixa curta, caixa mitjana, caixa RX i obert; i segons la seva posició respecte a l'eix, en transversal (Sidewinder), en angle (Anglewinder) i en línia.
El pinyó, mogut pel motor, és l'engranatge primari que transmet la força a la corona de l'eix. Igual que la gran majoria de les peces, pot ser de diversos materials: niló, bronze, llautó o acer. També varia el seu nombre de dents, des de 8 fins a 13, permetent major acceleració amb les menors i major velocitat amb les més grans.

#### Eixos
El suport dels elements motrius. És de vital importància que estigui totalment recte i que sigui fort, alhora que lleuger. Normalment són d'acer, però de nou, entren en joc els materials d'alta tecnologia, titani, alumini o fibra de carboni. També poden ser buits, però solament se solen usar en la part frontal o en cotxes molt lleugers, a causa que són febles.
La subjecció de l'eix és el coixinet. És imprescindible que estiguin ben lubricats per a un bon funcionament del cotxe. Una vegada més, n'hi ha de diversos materials, encara que interessen els de menor fricció. Per tant, els millors són els de tefló, encara que s'usen els de bronze per ser més barats. Els rodaments a boles no estan permesos per molts reglaments.

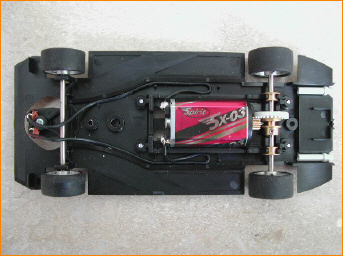
Xassís de Dallara de Spirit, per a velocitat.

Element principal de la transmissió, al costat del pinyó, és la corona a la qual es feia referència anteriorment. Varia entre 23 i 40 dents, generalment. Ha d'estar ben lubricada, encara que no a l'excés. Pot ser de tefló o plàstic comú, i la seva ànima o part central, d'alumini o bronze. A major nombre de dents, més acceleració, però menor velocitat.
Una variant de la corona és el diferencial. És un element molt costós i delicat, però de gran utilitat si se sap usar. Permet que una roda avanci més ràpid que l'altra en corbes, evitant el derrapatge. Sol utilitzar-se només en 1/24.
Les llandes són el suport del pneumàtic. Han d'estar ben fixades a l'eix, ja que són propenses a sortir volant del seu allotjament. Són de plàstic, magnesi o alumini. Igual que els pinyons, com més grans, major velocitat aporten a costa de perdre acceleració.
En última instància, l'encarregat de transmetre la potència a la pista és el pneumàtic. Estan fets de cautxú natural o de silicona. Al contrari del que normalment es creu, els davanters han de tenir el menor agarri possible per evitar sortides de pista per subviraje. També, un agarri excessiu dels darreres poden provocar la bolcada.
No són característics de tots els models, però els molles s'han popularitzat en els models de ral·li últimament. S'usen com amortidors i n'hi ha de dureses diferents, segons el ferm i el tipus de conducció.
Per transmetre la potència també a l'eix davanter en alguns models existeixen les corrioles (hi ha els qui ho fan amb un segon pinyó). N'hi ha d'alumini i plàstic, de menor o major grandària. Si no es col·loquen correctament, els seus efectes poden ser nuls i fins a contraproduents.
La unió entre dues corrioles és la corretja. Són de goma i es diferencien per la seva longitud i secció. Una corretja curta transmet millor la potència a l'eix davanter i millora la frenada, però el seu comportament és molt brusc i pot arribar a afeblir i doblegar el xassís.

#### Guia
És la part més baixa del cotxe. La seva missió és guiar el cotxe pel rail, a part d'allotjar les trenyelles per prendre el corrent. Normalment són de plàstic, però en 1/24 poden ser de grafit.
Les trenyelles són les encarregades de transmetre el corrent de la pista al cotxe. Metàl·liques, poden ser més toves o dures. Es fan de coure, estany o fins i tot, plata.
Depenent del material amb el qual estiguin fetes, la durada, la conducció i la duresa seran diferents.
| Material | Conductivitat             | Durada  | Rigidesa  |
| -------- | ------------------------- | ------- | --------- |
| Coure    | Molt alta, 58,108·10⁶ S/m | Llarga  | Baixa     |
| Plata    | Molt alta, 63·10⁶ S/m     | Curta   | Molt alta |
| estany   | Alta, 9,17·10⁶ S/m        | Mitjana | Mitjana   |

Les propietats no sempre són les indicades, depenent del fabricador, però són les més habituals i normals. La rigidesa influeix en la dificultat a col·locar-les i en la seva flexibilitat a l'hora d'absorbir irregularitats. S'ha d'escollir un tipus de trenyelles adequat a l'ús que suportarà i al tipus de competició.
Els cables porten el corrent de les trenyelles al motor, a més de servir de sistema de tornada de la guia a una posició neutral. Han de ser prou flexibles com para no impedir el lliure moviment de la guia, però prou rígids per fer el seu treball de tornada de la guia.
Els basculants són propis de tots els cotxes de raid, en els quals la guia té un braç que li permet bascular verticalment per esquivar millor els obstacles. És accionat per un moll, que no interessa que estigui especialment tibant. N'hi ha de plàstic, acer o titani. Alguns ho criden "moc" a causa que es queda penjant pel que fa al xassís.

## Comandament

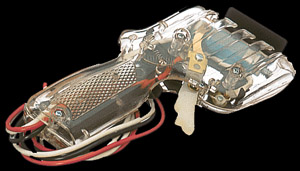
Comandament analògic

Aquí cal fer dues divisions, ja que amb el progrés de les tecnologies s'estan popularitzant els comandaments electrònics, que poc o gens tenen a veure amb els tradicionals.
- Analògics: funcionen amb un simple reòstat, que allibera la potència per mitjà d'un cursor solidari al gallet del comandament. La resistència d'aquest reòstat varia entre 10 i 15? i 60? Com més valor de resistència té, més suaument funciona. Els més comuns entre els entusiastes també equipen una posició de fre, que ajuda a detenir el cotxe amb major rapidesa. Aquesta posició fa fluir el mateix pol per tots dos rails, provocant un efecte de fre electromagnètic en el motor. De vegades l'efecte varia amb un sistema reductor de fre, per limitar la potència de frenat. Consisteix en una resistència variable acoblada al cable, generalment vermell, de fre. Es poden adquirir fets o es poden realitzar de manera senzilla a casa.

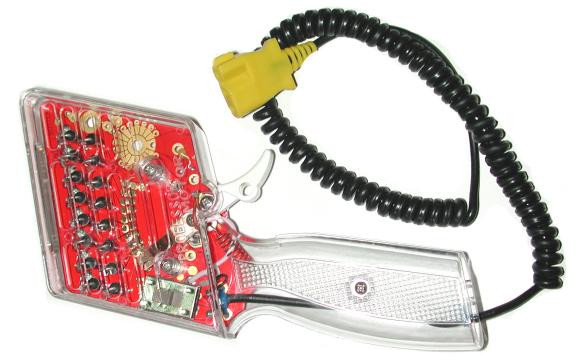
Comandament electrònic de díodes

- Electrònics:Comandament electrònic de díodes el seu ús és relativament recent. Basen el seu funcionament en l'associació en sèrie de díodes o en el control de polsos (electrònics digitals). Treballen més de pressa del que pot controlar l'ésser humà, convertint-ho en una eina molt útil, però també cara i fràgil.[23] Tenen múltiples regulacions, com a control del lliurament de potència, augment de fre (efecte fre de mà), diferents corbes de potència...

## Pistes

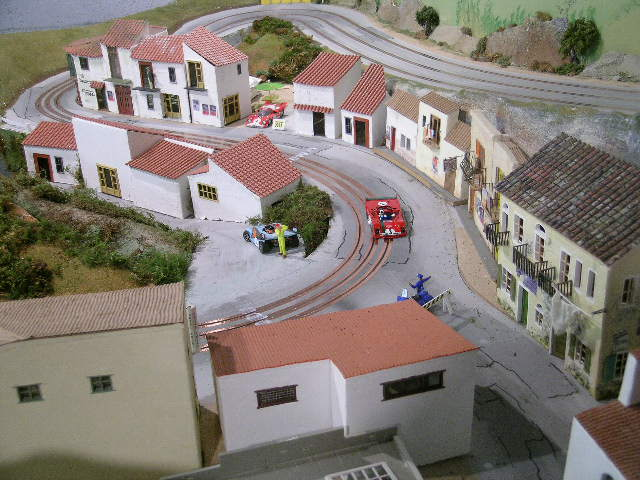
Pista artesanal de fusta.

Encara que les primeres es realitzaven amb cautxú, el seu prohibitiu cost va permetre que avui dia s'usin exclusivament dos tipus diferents:
1. Plàstic: es fan principalment amb polietilè modelat. Les diferències radiquen en les introduïdes pels mateixos fabricadors per diferenciar-les de les altres. Són econòmiques i senzilles de treballar, a més de facilitar la tasca del canvi de traçat de pistes. Les juntes entre dues porcions de pista deixen una superfície lleugerament irregular, causant un molest sacseig i la possibilitat fins i tot de trencar certes parts d'un cotxe, a causa dels pots. Les múltiples unions elèctriques deriven en una caiguda de tensió i contribueixen a les fallades elèctriques. Per evitar-ho, en les pistes permanents s'inverteixen ingents quantitats de diners i temps per soldar les peces una a una a fi d'evitar aquestes caigudes i irregularitats.
2. Fusta: són totalment artesanals i, per tant, exigeixen un gran esforç físic. Permeten qualsevol traçat, independentment de l'espai disponible. No tenen problemes de tensió o de sots, el seu recorregut és únic i la decoració és totalment lliure. No cal cenyir-se a trams prefabricats. La majoria són casolanes.[24]

Últimament hi ha una opció mixta, que permet la qualitat d'una pista de fusta amb la versatilitat d'una de plàstic. Són cares i no són molt modificables, però obre la porta a la possibilitat de traslladar una pista de grans dimensions i de qualitat.
Digital: també és de plàstic, però amb la possibilitat de fer canvis de carril a voluntat i de posar major quantitat de cotxes que de carrils. Ara com ara no està estès, donada la seva complexitat i el seu preu. El seu funcionament és més semblant al dels trens elèctrics. Gairebé cap club els té per al seu ús professional.
Es divideixen en un suport, que fa també les vegades de superfície per la qual es roda, i uns rails metàl·lics incrustats en la seva ranura. Van encadellades per permetre unir-les unes a unes altres. N'hi ha de planes, amb forats, còncaves, convexes, llises, corbes, rectes, etc. Poden acceptar accessoris com a vores de pista, tanques o decoracions diverses.

## Circuits
La gran varietat de pistes que ofereixen els fabricants permet el muntatge dels més variats traçats possibles, i la imaginació i l'espai disponible són el límit. Aquestes pistes comercials prefabricades fan possible el muntatge de circuits amb fins a 8 carrils. Es poden dividir en circuits oberts, tancats, de velocitat o de ral·li.
En el cas de les pistes de fusta, no existeixen límits. L'únic impediment és l'espai disponible. Com que no depén de trams prefabricats, es pot fer un traçat a voluntat, podent incloure desnivells, deformacions o obstacles.

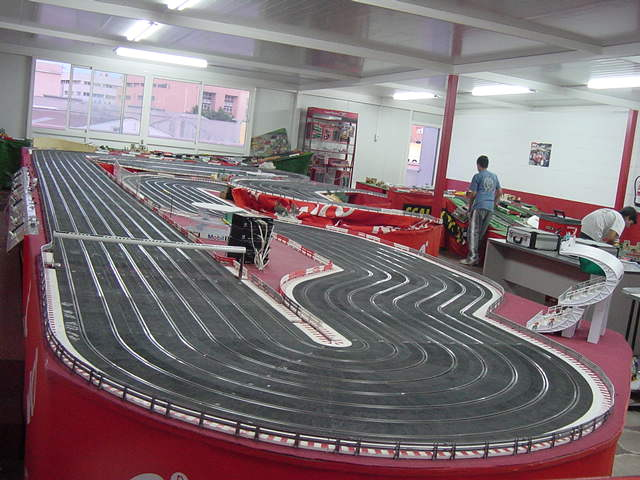

## Competició
Les competicions de slot són les reunions que duen a terme els afeccionats i els organitzadors per fer un joc entre un gran nombre de participants.

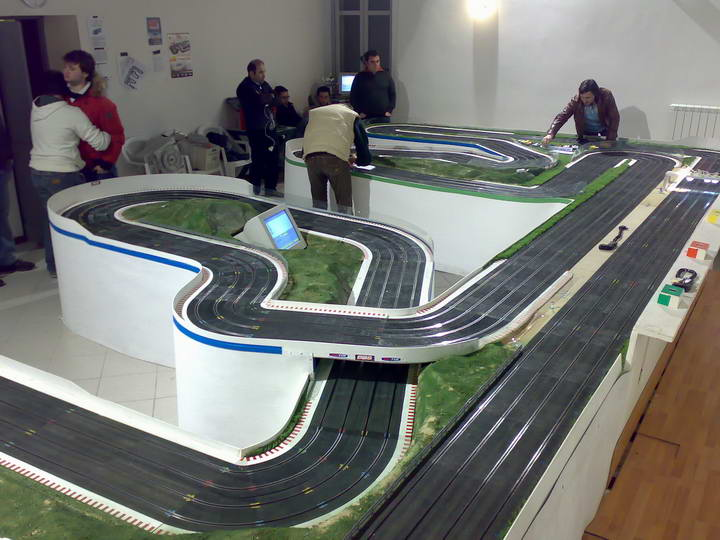
Pista de 4 carrils per a velocitat.

- Velocitat: Pista de 4 carrils per a velocitat. Es tracta de fer el nombre més elevat de voltes al circuit en un lapse de temps determinat, arribant fins i tot a les 24 hores (Carrera de resistència); o de donar un nombre determinat de voltes en el menor temps possible (carrera al sprint). Els circuits poden ser extremadament llargs. Les seves categories es divideixen segons el tipus de cotxe.[1]

- Ral·li raid: competeix solament un jugador alhora, però hi ha molts participants. Al contrari que en la velocitat, es tracta de donar un determinat nombre de voltes en el menor temps possible. És considerada per alguns la versió més tècnica. Les categories també són diferents de la velocitat, i es divideixen segons el grau de preparació i millora d'un cotxe.[1]

- Pujada en costa: igual que en el ral·li, els pilots corren d'un en un en una pista que comença en un punt molt proper al terra del local on se celebra, per anar pujant progressivament fins al final de la pista, en alt, on un sensor confirma l'arribada del cotxe i la fi de la pujada. La prova consisteix a fer aquest recorregut ascendent en el menor temps possible. Sol haver-hi diverses categories i els cotxes utilitzats solen ser tant de ral·li com de velocitat (mai camions ni tot terrenys). Normalment cada participant fa el recorregut tres vegades i el millor temps obtingut és el que es té en compte per a la classificació.

## Reglaments
Aquest és un punt de discòrdia entre tots els afeccionats, especialment en ral·li. Com que no existeix cap òrgan regulador, federatiu o altre, de slot en l'àmbit nacional que imposi un reglament, l'slot s'ha hagut d'adaptar als corrents que dominen segons les èpoques.
Avui dia, per a ral·li, els reglaments més acceptats són els publicats per l'Associació Catalana de Slot (ACS) i per l'Agrupació d'Escuderies de Rallyslot (AER).

## Els que fan possible elhobby
Encara que l'slot, dins de l'àmbit casolà, tan sols requereix un participant, en les competicions fa falta un gran personal per possibilitar aquestes reunions. Sent els participants d'aquestes competicions els que motiven als altres a dur a terme la seva labor, de tant en tant ells també han de col·laborar per millorar el servei.
Els organitzadors sacrifiquen part del seu temps lliure perquè tots es puguin divertir uns moments, si la veritat és que ells també passen bones estones.
Els patrocinadors col·laboren amb els organitzadors per oferir als participants uns detalls que permeten que aquestes carreres siguin recordades, a més de crear la seva imatge de marca: premis especials, menjar i beguda, regals, etc.

## Aficionats
L'slot és alguna cosa que com més es coneix més apassiona, per tant existeix una gran diversitat de variants, existeixen al món una gran quantitat d'autèntics entusiastes i dins del propi slot hi ha una quantitat de terrenys diferents sobre els quals cada afeccionat s'especialitza. Des dels competidors com a pilots, modelatge, electrònica, col·leccionistes, programari de slot PC, dissenyadors de circuits, gestors de carreres, transformació de cotxes per slot ... per anomenar només algunes de les facetes més populars.

### Amateurs
Són nouvinguts que encara busquen què és el que més els agrada del món. No inverteixen gaires diners per por de fracassar.

### Col·leccionistes
Busquen infinitat de models segons diferents criteris (marques, pilots, equips, o modalitat esportiva, entre altres). També solen ser aficionats a restaurar els seus models per deixar-los com en el seu primer dia i a documentar tots els models i sèries dels mateixos per situar-los millor en la seva data de producció. S'han arribat a presentar col·leccions privades que compten amb fins a 4.000 exemplars diferents. Igual que poden arribar a gastar ingents quantitats de diners en les compres, no els importa pagar un segur per protegir els seus més benvolgudes peces.

### Competidors
Basen la seva afició en la participació en diverses competicions. Les possibilitats de preparació d'un cotxe són gairebé infinites, a causa de la increïble quantitat de recanvis que hi ha disponibles al mercat. Els és indiferent invertir en qualsevol nou producte sempre que sigui per millorar el seu rendiment. Poden passar hores i hores entrenant.

### Modelistes
Encara que el seu nom no està molt especificat, es poden definir així. Creen nous models artesanalment que no existeixen al mercat per a gaudi propi. També poden usar les carrosseries per decorar-les al seu gust o per encàrrec. Els agrada més la part estètica del cotxe que la part mecànica. Són aficionats a l'anomenat scratch building.

### Muntadors
La seva participació en el món es pot reduir a simplement el muntatge o la fabricació de pistes. Poden ser, sovint, objecte de múltiples menyspreus o insults a causa d'una possible fallada en les seves pistes. N'hi ha que se cenyeixen a traçats reals al món i n'hi ha que creen pistes úniques, amb paranys fets per provocar errades i amb nombroses dificultats que arriben a ser un maldecap per als corredors.
Existeixen molts afeccionats amb intencions variades, que recullen una mica de cadascuna dels vessants de l'afició o hobby. També són, possiblement, els més nombrosos.

## Excentricitats

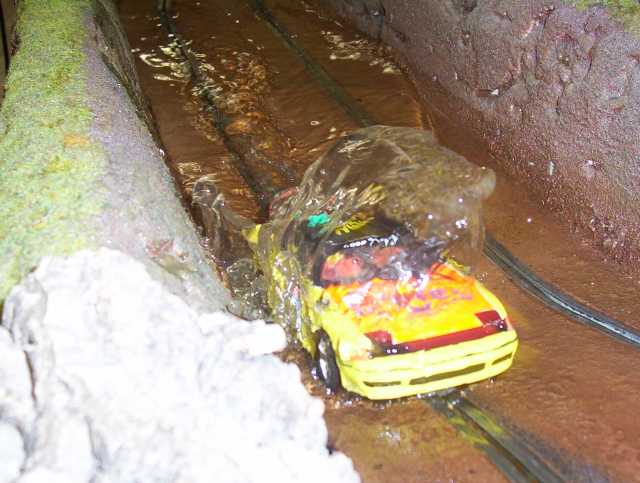
Toyota Celica vantant un riu

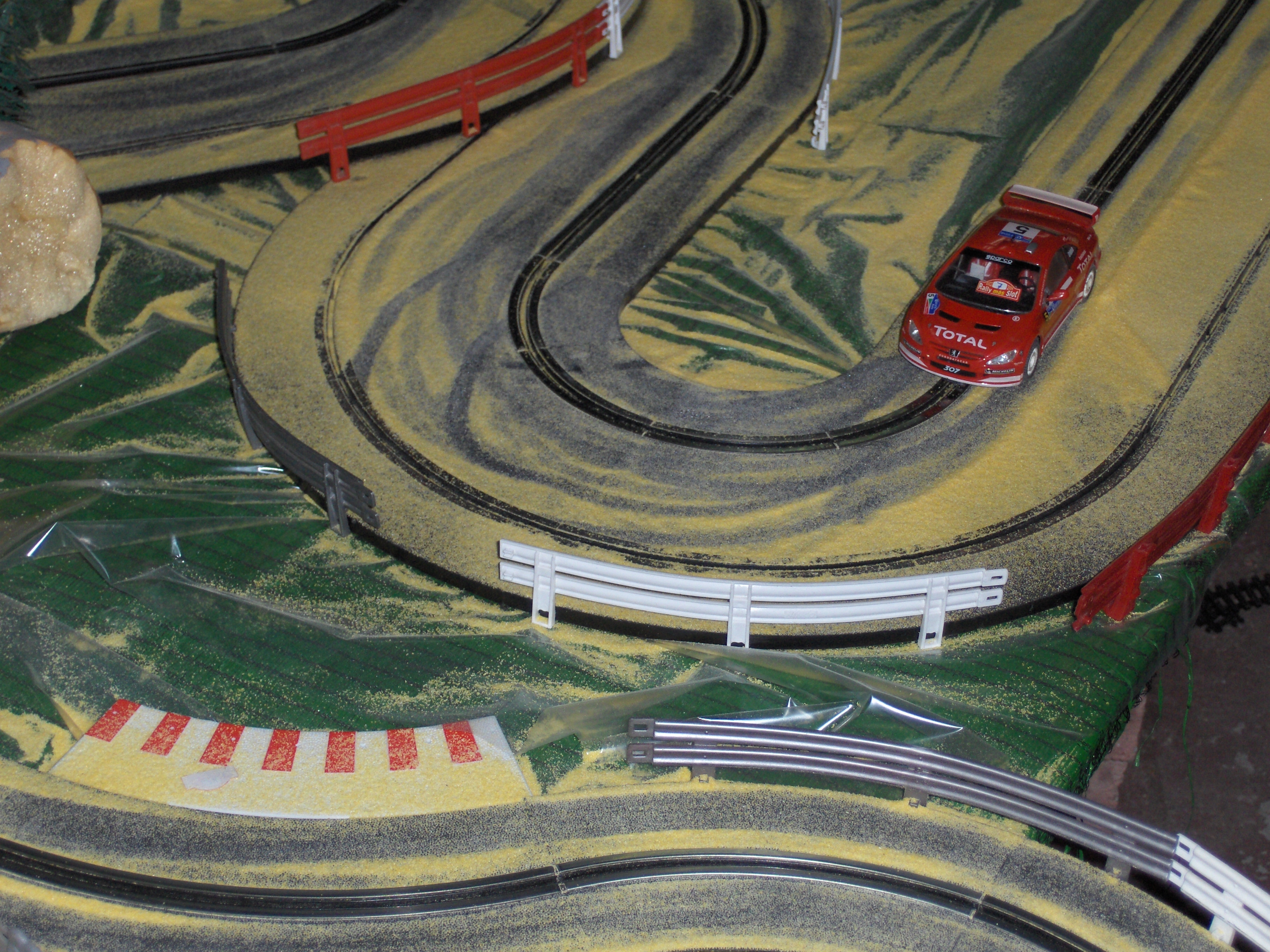
Peugeot 307 en un tram de gofi.

La incompatibilitat de l'electricitat i el líquid element sembla desfer-se al món de l'slot. No es tracta d'humitejar les pistes perquè el cotxe es llisqui, sinó del vadeo complet d'un riu. L'aigua destil·lada no condueix l'electricitat, arribant si pot ser, encara que no recomanable, l'ús d'aigua corrent. Així i tot, cal anar amb compte amb protegir les parts electròniques del circuit, ja que poden resultar greument danyades. L'experiència resulta als neòfits realment increïble, i per als introduïts, gratament satisfactòria i divertida.
També es pot desempolvorar farina o cacau en pols per simular neu o terra respectivament. El gofio canari també s'utilitza, perquè és el que millor simula els efectes de la terra, però resulta car i difícil de trobar. L'inconvenient d'usar el cacau és que, en tenir sucre, pot bloquejar el motor si no es protegeix convenientment per la temperatura.
De totes maneres, si l'usuari no vol arriscar-se a embrutar o a mullar-se, pot cobrir els pneumàtics amb cinta aïllant amb la finalitat de reduir l'agarri.
Amb qualsevol de les opcions, és convenient equipar al cotxe amb pneumàtics amb dibuix, ja que es pot quedar embussat fàcilment. És millor no barrejar els dos efectes en la mateixa pista, ja que es forma dins dels cotxes i sobre la pista una espècie de fang que dificulta el funcionament i és difícil de netejar.
En 2015 la marca espanyola MITOOS va treure al mercat uns pneumàtics que ha anomenat Climàtics amb un agafador i color especial de manera que hi ha tres tipus de pneumàtic per a sec per a pluja i per a gel, a més inclou un dau configurable per poder determinar abans de començar la carrera o fins i tot la màniga o el tram la condició climàtica en la qual es correrà. Aquests pneumàtics s'estan usant ja en carreres i clubs tant de velocitat com de ral·lli aportant un nou factor a les carreres i una nova dimensió a la realitat de la competició.